# Amanita parcivolvata
Amanita parcivolvata (лат.) — гриб семейства мухоморовые (Amanitaceae). Включён в подрод Amanita рода Amanita.

## Биологическое описание
- Шляпка 3—12 см в диаметре, выпуклой, затем широко-выпуклой формы, с гладкой, в сырую погоду влажной, алой или красно-оранжевой, ближе к краю более светлой, покрытой небольшим количеством белых бородавок поверхностью.
- Мякоть белого цвета, без особого вкуса и запаха.
- Гименофор пластинчатый, пластинки свободные, часто расположенные, светло-жёлтого цвета.
- Ножка 3—12 см длиной и 0,3—1,7 см толщиной, слабо утолщающаяся к полушаровидному основанию, сухая, светло-жёлтого или беловатого цвета. Кольцо и вольва отсутствуют.
- Споровый порошок белого цвета. Споры 8,4—14×5,6—8 мкм, неамилоидные, широкоэллипсоидальной, эллипсоидальной или удлинённой формы, бесцветные.
- Ядовит.

## Экология и ареал
Встречается с июня по октябрь, одиночно или небольшими группами, в смешанных хвойных и широколиственных лесах. Известен из Северной Америки.

## Сходные виды
- Amanita aurantiovelata
- Amanita jacksonii
- Amanita muscaria
- Amanita xanthocephala